# Ernest Labrousse
Camille-Ernest Labrousse (Barbezieux, Poitou-Charentes, 16 de março de 1895 — Paris, 24 de maio de 1988) foi um historiador francês. Especialista em história social e económica, integrou a 2.ª geração da Escola dos Annales.
Recebeu o Prêmio Gobert em 1945.

## Publicações
- Esquisse du mouvement des prix et des revenus en France au XVIIIe siècle, 2 vols. (Paris:Dalloz) 1932.
- La Crise de l’économie française à la fin de l'ancien régime et au début de la Révolution (Paris:PUF) 1943, que lhe rendeu uma cadeira na Sorbonne. Foi apresentado a um público de língua inglesa por Shepard B. Clough em um artigo de revisão "The Crisis in French Economy at the Beginning of the Revolution", The Journal of Economic History (1946) pp 191–96.
- Histoire économique et sociale de la France, 3 vols. (Paris:PUF) 1970-79.